# 高錫福
高锡福（1902年—1975年），字仲膺，安徽合肥人。

## 生平
祖籍安徽合肥三河鎮。父親高衡卿是布商的傭工，生子高錫嘏、高锡福和女高一華。
1902年生於安徽巢縣。1922年，高锡福以安徽省第九名成績考取國立武昌高師生物系，受郭述申影響萌生左派思想，並於1927年會見董必武。畢業後歷任國立武漢大學附中教師，安徽省民眾教育館館長、高等商業學校兼農業學校校長、潁州師範學校校長、教育廳督學等職，一度因同情共產黨而被鄒韜奮主辦的《生活》周刊稱為「民族異彩」。1938年，安徽七所中學同遷至湘西，高錫福奉命以之组建國立第八中學，任高二部、師範部主任與校務委員。其後歷任所里師範學校校長、教育部督學、安徽大學秘書長。
1949年，因自認未涉足政壇而未赴台灣，並拒任安徽大學校長，決心前往蕪湖第三中學任教。高錫福的族叔、兄長，在鎮反、肅反、三反五反運動中相繼遇害。1958年，高錫福亦被認定反革命，押往大荊山改造。1975年於貧病中去世。

## 家庭
- 妻：秦詠梧，是安慶名中醫的女兒，就讀於安慶女子中學。夫妻有三子二女：
- 高爾森：法学家。
- 高爾品（辛灝年）：第三子，為旅美歷史作家。